# Coppa del Re 1918
La Copa del Rey 1918 fu la 18ª edizione della Coppa del Re. Il torneo ebbe inizio l'8 aprile e si concluse il 2 maggio del 1918. La finale si svolse all'O'Donnell di Madrid dove il Madrid fu sconfitto dal Real Union.

## Partecipanti
- Paesi Baschi:  Real Unión
- Castiglia:  Madrid CF
- Andalusia:  Recreativo Huelva
- Galizia: Real Fortuna
- Asturie:  Sporting Gijón
- Catalogna:  Espanyol

## Quarti di finale
Il Real Fortuna e il Recreativo Huelva andarono direttamente in semifinale per sorteggio.
| Barcellona 8 aprile 1918 | Espanyol | 3 – 0 | Madrid CF |  |

| Madrid 14 aprile 1918 | Madrid CF | 1 – 0 | Espanyol |  |

Avendo vinto una partita per parte, il Madrid CF e l'Espanyol disputarono la partita di ripetizione.
| Madrid 16 aprile 1918 | Madrid CF | 2 – 1 | Espanyol |  |

Il quarto di finale tra Real Union e Sporting Gijon fu giocato in gara unica su campo neutro per accordo fra i club.
| Madrid 7 maggio 1918 | Real Unión | 4 – 1 | Sporting Gijón |  |

## Semifinali
| Huelva 21 aprile 1918 | Recreativo Huelva | 0 – 2 | Madrid CF |  |

| Madrid 28 aprile 1918 | Madrid CF | 4 – 0 | Recreativo Huelva |  |

La semifinale tra Real Union e Real Fortuna fu giocato in gara unica su campo neutro per accordo fra i club.
| Madrid 9 maggio 1918 | Real Unión | 4 – 1 | Real Fortuna |  |

## Finale
| Arbitro: | Francisco Torrens |

|                   |           |  |
| Legarreta 45’ 85’ | Marcatori |  |